# Meiacanthus
Meiacanthus là một chi cá biển thuộc phân họ Blenniinae của họ Cá mào gà. Chi này được lập bởi Norman vào năm 1944. Duy nhất một loài là M. anema sinh sống ở vùng nước ngọt và nước lợ.

## Từ nguyên
Tên chi được ghép bởi hai âm tiết trong tiếng Hy Lạp cổ đại: meíōn (μείων; “ít, kém”) và ákantha (ἄκανθα; “gai”), hàm ý đề cập đến vây lưng của các loài trong chi này chỉ có 4 gai, so với 10–12 gai như các loài Petroscirtes.

## Các loài
Hiện có 31 loài được ghi nhận trong chi này, bao gồm:
- Meiacanthus abditus Smith-Vaniz, 1987
- Meiacanthus abruptus Smith-Vaniz & Allen, 2011[2]
- Meiacanthus anema (Bleeker, 1852)
- Meiacanthus atrodorsalis (Günther, 1877)
- Meiacanthus bundoon Smith-Vaniz, 1976
- Meiacanthus crinitus Smith-Vaniz, 1987
- Meiacanthus cyanopterus Smith-Vaniz & Allen, 2011[2]
- Meiacanthus ditrema Smith-Vaniz, 1976
- Meiacanthus erdmanni Smith-Vaniz & Allen, 2011[2]
- Meiacanthus fakfakensis Allen, Erdmann & Hidayat, 2024[3]
- Meiacanthus flavivittatus Allen, Erdmann & Sianipar, 2024[3]
- Meiacanthus fraseri Smith-Vaniz, 1976
- Meiacanthus geminatus Smith-Vaniz, 1976
- Meiacanthus grammistes (Valenciennes, 1836)
- Meiacanthus kamoharai Itiro Tomiyama, 1956
- Meiacanthus limbatus Smith-Vaniz, 1987[4]
- Meiacanthus lineatus (De Vis, 1884)
- Meiacanthus luteus Smith-Vaniz, 1987
- Meiacanthus mossambicus Smith, 1959
- Meiacanthus naevius Smith-Vaniz, 1987
- Meiacanthus nigrolineatus Smith-Vaniz, 1969
- Meiacanthus oualanensis (Günther, 1880)
- Meiacanthus phaeus Smith-Vaniz, 1976
- Meiacanthus procne Smith-Vaniz, 1976
- Meiacanthus reticulatus Smith-Vaniz, 1976
- Meiacanthus smithi Klausewitz, 1962
- Meiacanthus solomon Klausewitz, 1962[4]
- Meiacanthus tongaensis Smith-Vaniz, 1987
- Meiacanthus urostigma Smith-Vaniz, Satapoomin & Allen, 2001[5]
- Meiacanthus vicinus Smith-Vaniz, 1987
- Meiacanthus vittatus Smith-Vaniz, 1976

## Phân loại
Meiacanthus có 3 phân chi đã được công nhận: Allomeiacanthus (M. ditrema và M. urostigma), Holomeiacanthus (chỉ có M. anema) và Meiacanthus (các loài còn lại).
- Allomeiacanthus: tuyến độc nằm ở vị trí phía dưới và được bao bọc bởi xương răng (thay vì ở hai bên như Meiacanthus), không có đường bên và chỉ có 2 hốc (3 ở các phân chi khác) ở xương hàm dưới và xương sau thái dương.
- Holomeiacanthus: có từ 6 gai vây lưng trở lên, sống ở môi trường nước ngọt.
- Meiacanthus: thuộc Meiacanthus sensu stricto.

## Sinh học
Meiacanthus có rãnh sâu phía trước ở răng nanh hàm dưới liên kết với tuyến nọc độc đã tạo ra khả năng phòng thủ hiệu quả cho chúng. Nọc độc của Meiacanthus gây độc tính thông qua tương tác với các thụ thể opioid, dẫn đến hạ huyết áp mạnh.
Nhờ vào cặp răng nanh có độc này mà các loài săn mồi khác gần như né tránh Meiacanthus. Do đó, một số loài cá mào gà khác, cá sơn và cá con của một số loài cá lượng đã bắt chước kiểu hình của Meiacanthus, gọi là bắt chước kiểu Bates.